# Klein Holland
Klein Holland is een Nederlandse komische dramaserie uit 2006 en 2008 van de VPRO. De serie gaat over een oer-Hollands gezin en een Iraanse Nederlander.
Taxichauffeur Kees Holland kan niet werken omdat hij een rijontzegging heeft. Hij ziet zich gedwongen een kamer te verhuren aan de Iraanse Nederlander Shahin. Kees is erg intolerant ten opzichte van buitenlanders, maar zijn vrouw en dochter hebben meer interesse in andere culturen. Ondertussen probeert Shahin zijn Iraanse bruid naar Nederland te krijgen. Dochter Nikki heeft problemen op school.
In de tweede serie zijn de rollen omgedraaid: Kees woont nu bij Shahin en zijn ingeburgerde vrouw. Het personage van Karen van Holst Pellekaan, Claudia neemt in de eerste aflevering van de tweede serie afscheid van Kees (Martin van Waardenberg).
In de eerste serie wordt Noesjin gespeeld door Awisa Shamshiri, in de tweede serie wordt zij gespeeld door Elvan Akyıldız.

## Rolverdeling
- Martin van Waardenberg - Kees Holland
- Karen van Holst Pellekaan - Claudia Holland-Klein (2006)
- Hossein Mardani - Shahin Hashemi
- Awisa Shamshiri - Noesjin (2006)
- Elvan Akyıldız - Noesjin (2008)
- Juliette van Ardenne - Nikki Holland
- Arnoud Bos - Hans Appenzeller
- Juul Vrijdag - Rietje van der Horst, van het crisiscentrum (2008)

## Afleveringen

### Seizoen 1
1. Verliefd zonder huis
2. De nieuwe huurder
3. Feest
4. Inburgeren
5. Het mes op de keel
6. De bruiloft
7. Dakloos (slot)

### Seizoen 2
1. Ofoefoe
2. Rudy's verjaardag
3. Eruit
4. Bij Rietje
5. De taxi-schuld
6. De opening
7. Gekkenhuis
8. Het gouden kalf (slot)